# Петрівська сільська рада (Прилуцький район)
Петрі́вська сільська́ ра́да — адміністративно-територіальна одиниця та орган місцевого самоврядування у Прилуцькому районі Чернігівської області. Адміністративний центр — село Петрівка.

## Загальні відомості
Петрівська сільська рада утворена у 1990 році.
- Територія ради: 21,872 км²
- Населення ради: 447 осіб (станом на 2001 рік)

## Населені пункти
Сільській раді підпорядковані населені пункти:
- с. Петрівка

## Склад ради
Рада складається з 12 депутатів та голови.
- Голова ради: Павлюк Борис Федорович
- Секретар ради: Андруша Раїса Олександрівна

### Керівний склад попередніх скликань
| Прізвище, ім'я, по батькові | Основні відомості                                                               | Дата обрання | Дата звільнення |
| --------------------------- | ------------------------------------------------------------------------------- | ------------ | --------------- |
| Павлюк Борис Федорович      | Сільський голова, 1953 року народження, освіта середня спеціальна, безпартійний | 26.03.2006   | 31.10.2010      |
| Павлюк Борис Федорович      | Сільський голова, 1953 року народження, освіта середня спеціальна, безпартійний | 31.10.2010   |                 |

Примітка: таблиця складена за даними сайту Верховної Ради України

### Депутати
За результатами місцевих виборів 2010 року депутатами ради стали:

#### За суб'єктами висування
| Суб'єкт висування            | Кількість обраних депутатів | %    |
| ---------------------------- | --------------------------- | ---- |
| Самовисування                | 10                          | 83,3 |
| Соціалістична партія України | 2                           | 16,7 |

#### За округами
| № округу                     | Прізвище, ім'я, по батькові   | Дата визнання обраним | Освіта             | Партійна приналежність             | Відомості про обраного депутата                                |
| ---------------------------- | ----------------------------- | --------------------- | ------------------ | ---------------------------------- | -------------------------------------------------------------- |
| Соціалістична партія України |                               |                       |                    |                                    |                                                                |
| 3                            | Микитченко Любов Григорівна   | 01.11.2010            | середня            | член Соціалістичної партії України | тимчасово не працює                                            |
| 10                           | Чужба Валентина Михайлівна    | 01.11.2010            | середня            | член Соціалістичної партії України | Петрівське відділення зв'язку, завідувачка                     |
| Самовисування                |                               |                       |                    |                                    |                                                                |
| 1                            | Коваль Катерина Олександрівна | 01.11.2010            | середня спеціальна | позапартійна                       | пенсіонер                                                      |
| 2                            | Палівода Любов Петрівна       | 01.11.2010            | середня спеціальна | позапартійна                       | Соціальний захист населення, соціальний робітник               |
| 4                            | Лобко Алевтина Веніамінівна   | 01.11.2010            | середня спеціальна | позапартійна                       | тимчасово не працює                                            |
| 5                            | Сінченко Лідія Федорівна      | 01.11.2010            | середня            | позапартійна                       | тимчасово не працює                                            |
| 6                            | Рудовська Любов Григорівна    | 01.11.2010            | середня спеціальна | позапартійна                       | Петрівська сільська рада, головний бухгалтер                   |
| 7                            | Андруша Раїса Василівна       | 01.11.2010            | середня            | позапартійна                       | тимчасово не працює                                            |
| 8                            | Павлюк Ольга Петрівна         | 01.11.2010            | середня спеціальна | позапартійна                       | тимчасово не працює                                            |
| 9                            | Яцеленко Світлана Павлівна    | 01.11.2010            | середня            | позапартійна                       | тимчасово не працює                                            |
| 11                           | Турчин Володимир Григорович   | 01.11.2010            | середня            | позапартійний                      | ДП «Нафком-Агро», тракторист                                   |
| 12                           | Андруша Раїса Олександрівна   | 01.11.2010            | середня спеціальна | позапартійна                       | Петрівська сільська рада, секретар сільської ради та виконкому |